# Circondario di Bersenbrück
Il circondario di Bersenbrück (in tedesco Landkreis Bersenbrück) è stato un circondario (Landkreis) della Bassa Sassonia, in Germania.

## Storia
Fu istituito il 1º aprile 1885 nell'ambito della provincia di Hannover del regno di Prussia: comprendeva gli Amt di Bersenbrück, Fürstenau e Vörden e la città di Quakenbrück e il suo territorio era attraversato dal fiume Hase.
Nel 1972 confinava con i circondari di Cloppenburg, Vechta, Wittlage, Osnabrück, Tecklenburg, Lingen e Meppen. Capoluogo e centro maggiore era la città di Bersenbrück.
Fu soppresso il 1º luglio 1972 e unito, insieme ai circondari di Melle e Wittlage, al circondario di Osnabrück; al momento della soppressione, contava 90 comuni.

## Comuni del circondario al momento della soppressione
- Achmer
- Ahausen-Sitter
- Alfhausen
- Andorf
- Ankum
- Anten
- Aslage
- Badbergen
- Balkum
- Basum-Sussum
- Bauerschaft Gehrde
- Berge
- Bersenbrück
- Besten
- Bieste
- Bippen
- Bockraden
- Bokel
- Borg
- Bottorf
- Bramsche
- Brickwedde
- Dalum
- Dalvers
- Döllinghausen
- Döthen
- Druchhorn
- Engelern
- Engter
- Epe
- Evinghausen
- Fürstenau
- Gehrde
- Grafeld
- Grönloh
- Groß Drehle
- Groß Mimmelage
- Grothe
- Hahlen
- Hahnenmoor
- Hartlage
- Hastrup
- Heeke
- Hekese
- Helle
- Hertmann-Lohbeck
- Hesepe
- Hinnenkamp
- Höckel
- Hollenstede
- Holsten
- Höne
- Hörsten
- Kalkriese
- Kellinghausen
- Kettenkamp
- Klein Bokern
- Klein Drehle
- Klein Mimmelage
- Langen
- Lechterke
- Lechtrup-Merzen
- Limbergen
- Lintern
- Lonnerbecke
- Lütkeberge
- Menslage
- Neuenkirchen
- Nortrup
- Ohrte
- Ohrtermersch
- Ost- und Westeroden
- Pente
- Plaggenschale
- Priggenhagen
- Quakenbrück
- Renslage
- Restrup
- Rieste
- Rothertshausen
- Rüsfort
- Rüssel
- Schandorf
- Schleptrup
- Schwagstorf
- Settrup
- Sögeln
- Steinfeld
- Südmerzen
- Suttrup
- Talge
- Thiene
- Tütingen
- Ueffeln
- Vechtel
- Vehs
- Vinte
- Voltlage
- Vörden
- Wallen
- Wasserhausen
- Weese
- Wehdel
- Westerholte
- Wierup
- Wohld
- Woltrup-Wehbergen
- Wulften